# Bosco Lucarelli

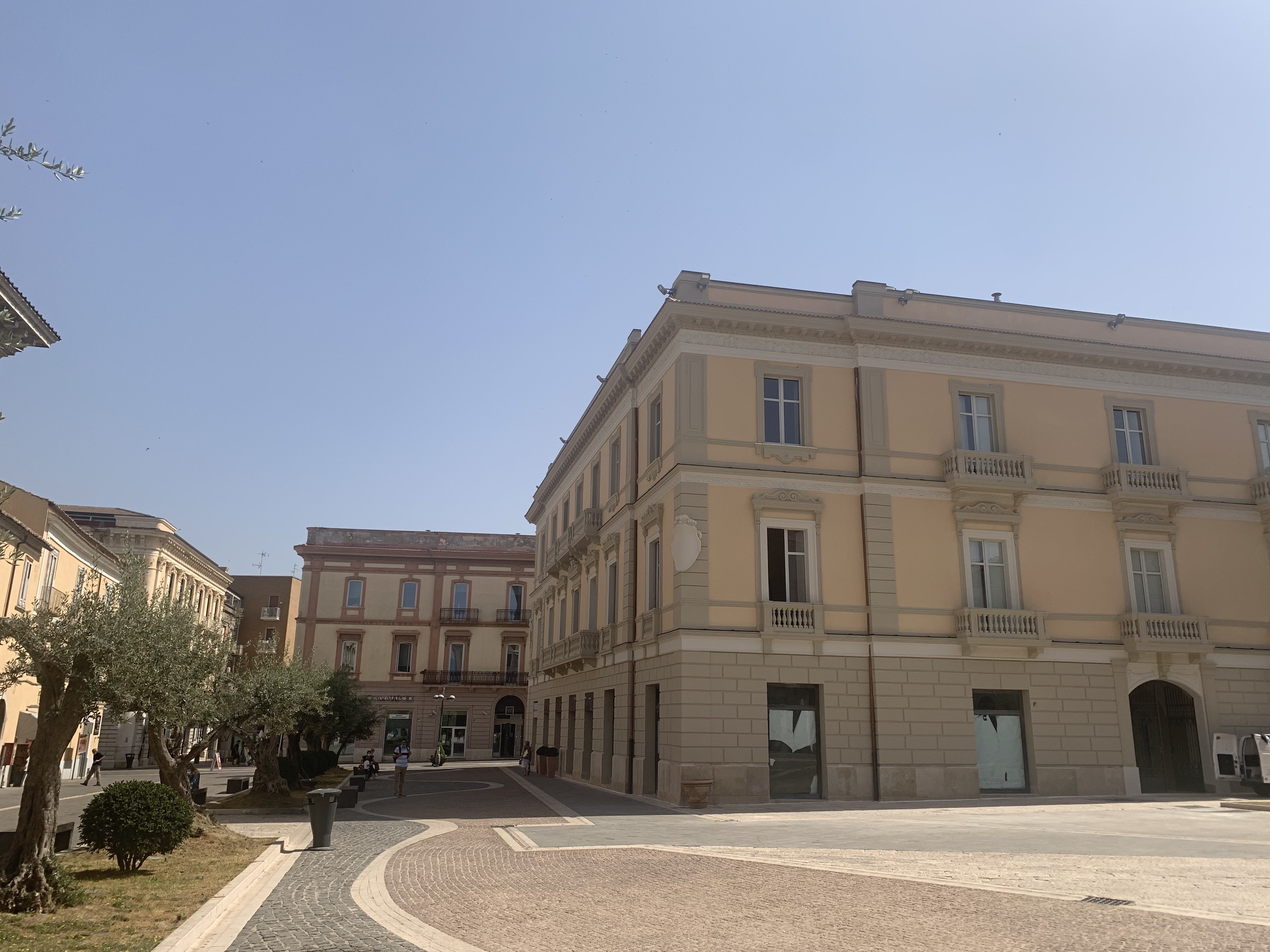
Palazzo Bosco Lucarelli visto da Piazza Roma.

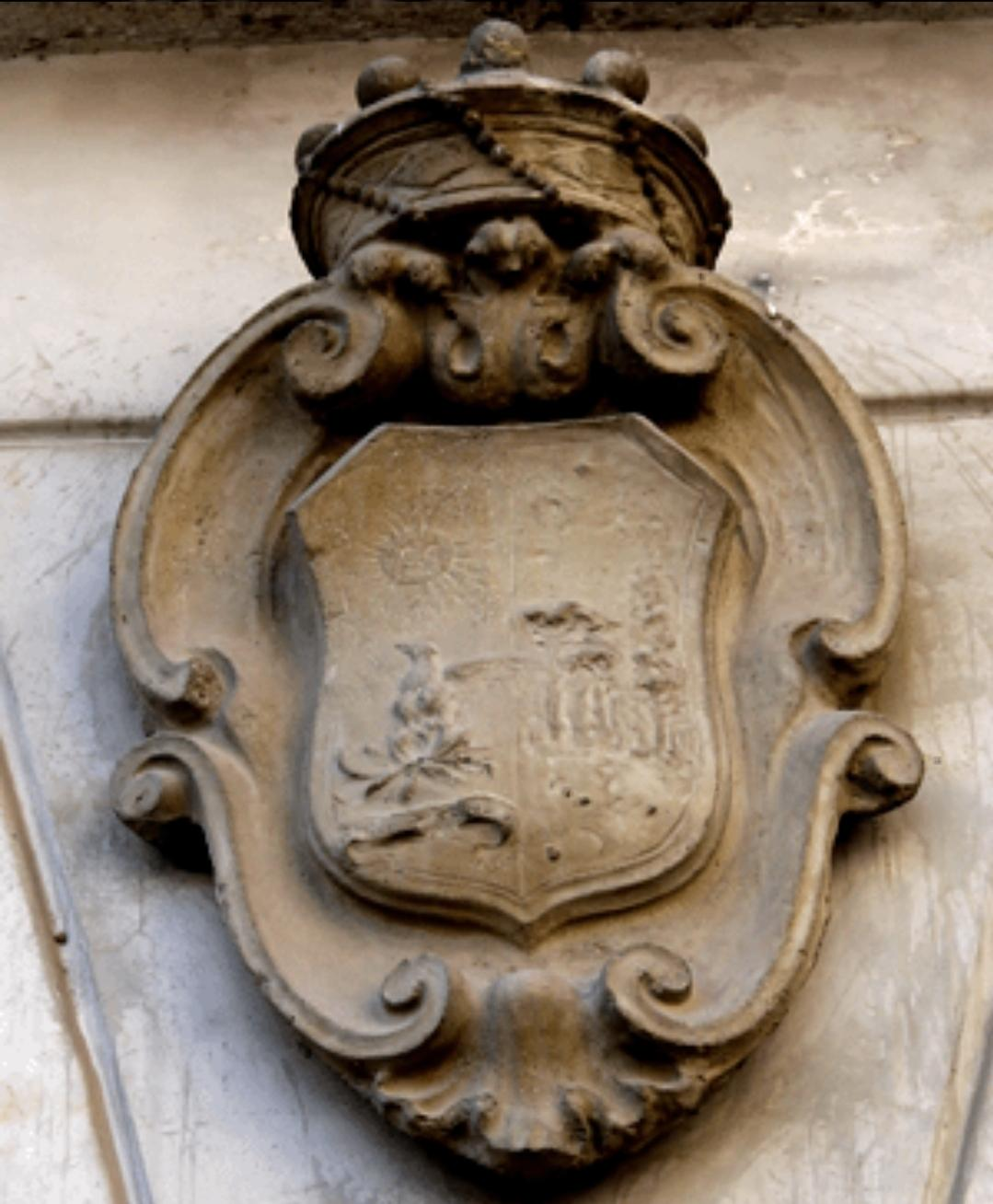
Stemma della famiglia.

I Bosco Lucarelli sono un'importante famiglia dell’aristocrazia beneventana.

## Storia

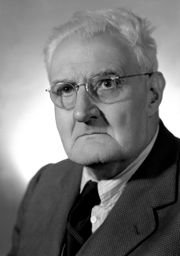
Giambattista Bosco Lucarelli

La famiglia Lucarelli, originaria d’Aversa, che ricevette il titolo di patrizi nel XII secolo, ivi dimorò fino ad oltre la metà del XVI secolo, occupando i più eminenti uffici e rendendosi specchio per ogni maniera di egregie virtù a quell'onorevole patriziato che l'ebbe sempre in moltissima onoranza.
Nel 1618 Michelangelo acquistò da Tommaso d’Aquino figlio di Beatrice Adorno (vedova di Ottavio d'Acquino), i feudi di Lentace e di Mancusi, siti in Principato Ultra, per ducati 8.500. L'atto di questa vendita fu stipulato dal notaio Natale Montanaro di Napoli, e fu munito di regio assenso dal Cardinale de Borgia, Viceré di Napoli, col privilegio del 13 settembre 1620. Egli inoltre “Fu uomo peritissimo delle scienze legali" cit. 
I titoli di barone passarono di generazione in generazione, al figlio Agnello, al nipote Giuseppe, al pronipote Ignazio.
La famiglia Bosco Lucarelli ha origine dall'unione di Giovan Battista Bosco di San Martino Ave Gratia Plena con Margherita Lucarelli, figlia del barone Pasquale Lucarelli, poiché la famiglia Lucarelli era rimasta priva di discendenza maschile.
Il titolo di barone fu difatti passato il 9 luglio 1839 al figlio Pier Celestino Bosco Lucarelli (1806-1873), con regio assenso e previo consenso dei fratelli di Margherita (che erano senza eredi in quanto avevano intrapreso la carriera ecclesiastica), a condizione di aggiungere il cognome Lucarelli. Esso risulta essere il primo sindaco di Benevento dall'unione d'Italia, in carica dal 1861 al 1869.
Dall'unione con Maria Vittoria dei conti Isernia nel 1830 nacquero Giovanni Bosco Lucarelli, sindaco di Benevento dal 1885 al 1889, e Raffaele Bosco Lucarelli, padre di Giambattista Bosco Lucarelli, sindaco di Benevento nel 1911, e di Vittorio Bosco Lucarelli.

## Tavola genealogica della famiglia
|                                   |                                   |                                     |                                     |                                                                   |                                                                   |                                             |                                        |                                                                              |                                                                              |                                                                    |                                                                    |                                                              |                                                              |                                     |                                     |                    |                    |                  |                   |                   |                  |                  |
|                                   |                                   |                                     |                                     |                                                                   |                                                                   |                                             |                                        |                                                                              |                                                                              | Michelangelo Lucarelli patrizio di Aversa                          |                                                                    |                                                              |                                                              |                                     |                                     |                    |                    |                  |                   |                   |                  |                  |
|                                   |                                   |                                     |                                     |                                                                   |                                                                   |                                             |                                        |                                                                              |                                                                              |                                                                    |                                                                    |                                                              |                                                              |                                     |                                     |                    |                    |                  |                   |                   |                  |                  |
|                                   |                                   |                                     |                                     |                                                                   |                                                                   |                                             |                                        |                                                                              |                                                                              |                                                                    |                                                                    |                                                              |                                                              |                                     |                                     |                    |                    |                  |                   |                   |                  |                  |
|                                   |                                   |                                     |                                     |                                                                   |                                                                   |                                             |                                        | Aurelia sp. Francesco Verza sp. Salvatore Melillo                            | Aurelia sp. Francesco Verza sp. Salvatore Melillo                            | Michelangelo Barone di Mancusi e Lentace nel 1618 sp. Porzia Fucci | Michelangelo Barone di Mancusi e Lentace nel 1618 sp. Porzia Fucci | Girolamo Prete                                               | Girolamo Prete                                               |                                     |                                     |                    |                    |                  |                   |                   |                  |                  |
|                                   |                                   |                                     |                                     |                                                                   |                                                                   |                                             |                                        |                                                                              |                                                                              |                                                                    |                                                                    |                                                              |                                                              |                                     |                                     |                    |                    |                  |                   |                   |                  |                  |
|                                   |                                   |                                     |                                     |                                                                   |                                                                   |                                             |                                        |                                                                              |                                                                              |                                                                    |                                                                    |                                                              |                                                              |                                     |                                     |                    |                    |                  |                   |                   |                  |                  |
|                                   |                                   |                                     |                                     |                                                                   |                                                                   |                                             |                                        | Giovan Battista Monaco teresiano                                             | Giovan Battista Monaco teresiano                                             | Agnello sp. Lidia Aggiutorio                                       | Agnello sp. Lidia Aggiutorio                                       | Vittoria sp. Giulio Cesare de Gennaro                        | Vittoria sp. Giulio Cesare de Gennaro                        |                                     |                                     |                    |                    |                  |                   |                   |                  |                  |
|                                   |                                   |                                     |                                     |                                                                   |                                                                   |                                             |                                        |                                                                              |                                                                              |                                                                    |                                                                    |                                                              |                                                              |                                     |                                     |                    |                    |                  |                   |                   |                  |                  |
|                                   |                                   |                                     |                                     |                                                                   |                                                                   |                                             |                                        |                                                                              |                                                                              |                                                                    |                                                                    |                                                              |                                                              |                                     |                                     |                    |                    |                  |                   |                   |                  |                  |
|                                   |                                   |                                     |                                     |                                                                   |                                                                   | Caterina sp. nob. Fabrizio de Nicolais      | Caterina sp. nob. Fabrizio de Nicolais | Margherita sp. nob.Onofrio de Nicolais                                       | Margherita sp. nob.Onofrio de Nicolais                                       | Michelangelo Giuseppe sp. Giovanna Rossi                           | Michelangelo Giuseppe sp. Giovanna Rossi                           | Maddalena deceduta nubile                                    | Maddalena deceduta nubile                                    | Agnello Prete                       | Agnello Prete                       |                    |                    |                  |                   |                   |                  |                  |
|                                   |                                   |                                     |                                     |                                                                   |                                                                   |                                             |                                        |                                                                              |                                                                              |                                                                    |                                                                    |                                                              |                                                              |                                     |                                     |                    |                    |                  |                   |                   |                  |                  |
|                                   |                                   |                                     |                                     |                                                                   |                                                                   |                                             |                                        |                                                                              |                                                                              |                                                                    |                                                                    |                                                              |                                                              |                                     |                                     |                    |                    |                  |                   |                   |                  |                  |
|                                   |                                   |                                     |                                     |                                                                   |                                                                   |                                             | Nicola Monaco verginiano               | Nicola Monaco verginiano                                                     | Caterina sp. nob. Carlo Tricarlenio                                          | Caterina sp. nob. Carlo Tricarlenio                                | Ignazio sp. Caterina Cardone                                       | Ignazio sp. Caterina Cardone                                 | Girolamo Abate                                               | Girolamo Abate                      |                                     |                    |                    |                  |                   |                   |                  |                  |
|                                   |                                   |                                     |                                     |                                                                   |                                                                   |                                             |                                        |                                                                              |                                                                              |                                                                    |                                                                    |                                                              |                                                              |                                     |                                     |                    |                    |                  |                   |                   |                  |                  |
|                                   |                                   |                                     |                                     |                                                                   |                                                                   |                                             |                                        |                                                                              |                                                                              |                                                                    |                                                                    |                                                              |                                                              |                                     |                                     |                    |                    |                  |                   |                   |                  |                  |
|                                   |                                   |                                     |                                     |                                                                   |                                                                   |                                             |                                        | Giovanna sp. Donato Capozzi                                                  | Giovanna sp. Donato Capozzi                                                  | Nicola                                                             | Nicola                                                             | Pasquale 1sp. Vittoria Capozzi 2sp. Marianna Tomaselli       | Pasquale 1sp. Vittoria Capozzi 2sp. Marianna Tomaselli       | Francesco Saverio Monaco verginiano | Francesco Saverio Monaco verginiano |                    |                    |                  |                   |                   |                  |                  |
|                                   |                                   |                                     |                                     |                                                                   |                                                                   |                                             |                                        |                                                                              |                                                                              |                                                                    |                                                                    |                                                              |                                                              |                                     |                                     |                    |                    |                  |                   |                   |                  |                  |
|                                   |                                   |                                     |                                     |                                                                   |                                                                   |                                             |                                        |                                                                              |                                                                              |                                                                    |                                                                    |                                                              |                                                              |                                     |                                     |                    |                    |                  |                   |                   |                  |                  |
|                                   |                                   |                                     | 1 Generosa sp. Mercurio Tomaselli   | 1 Generosa sp. Mercurio Tomaselli                                 | 2 Francesco sp. Marianna de Conti Buonopane                       | 2 Francesco sp. Marianna de Conti Buonopane | 2 Michelangelo deceduto celibe         | 2 Michelangelo deceduto celibe                                               | 2 Margherita sp. Giovan Battista Bosco                                       | 2 Margherita sp. Giovan Battista Bosco                             | 2 Maria Giuseppa sp. Luigi Ruggiero                                | 2 Maria Giuseppa sp. Luigi Ruggiero                          | 2 Raffaele Canonico                                          | 2 Raffaele Canonico                 | 2 Giovanni Monaco                   | 2 Giovanni Monaco  | 2 Ignazio Monaco   | 2 Ignazio Monaco | 2 Emanuele Monaco | 2 Emanuele Monaco | 2 Gaetano Monaco | 2 Gaetano Monaco |
|                                   |                                   |                                     |                                     |                                                                   |                                                                   |                                             |                                        |                                                                              |                                                                              |                                                                    |                                                                    |                                                              |                                                              |                                     |                                     |                    |                    |                  |                   |                   |                  |                  |
|                                   |                                   |                                     |                                     |                                                                   |                                                                   |                                             |                                        |                                                                              |                                                                              |                                                                    |                                                                    |                                                              |                                                              |                                     |                                     |                    |                    |                  |                   |                   |                  |                  |
|                                   |                                   |                                     |                                     |                                                                   |                                                                   |                                             |                                        | Pier Celestino Bosco Lucarelli 1806-1873 sp. Maria Vittoria de Conti Isernia | Pier Celestino Bosco Lucarelli 1806-1873 sp. Maria Vittoria de Conti Isernia | Maria Giuseppa Bosco Lucarelli sp. Vincenzo Visconti               | Maria Giuseppa Bosco Lucarelli sp. Vincenzo Visconti               |                                                              |                                                              |                                     |                                     |                    |                    |                  |                   |                   |                  |                  |
|                                   |                                   |                                     |                                     |                                                                   |                                                                   |                                             |                                        |                                                                              |                                                                              |                                                                    |                                                                    |                                                              |                                                              |                                     |                                     |                    |                    |                  |                   |                   |                  |                  |
|                                   |                                   |                                     |                                     |                                                                   |                                                                   |                                             |                                        |                                                                              |                                                                              |                                                                    |                                                                    |                                                              |                                                              |                                     |                                     |                    |                    |                  |                   |                   |                  |                  |
| Margherita sp. Giovanni de Bellis | Margherita sp. Giovanni de Bellis | Maria Giuseppa sp. Carlo de Martini | Maria Giuseppa sp. Carlo de Martini | Giovan Battista sp. Colomba Cessa Gambadoro de’ baroni di Chiauci | Giovan Battista sp. Colomba Cessa Gambadoro de’ baroni di Chiauci |                                             |                                        |                                                                              |                                                                              |                                                                    |                                                                    | Raffaele sp. Gabriella Cessa Gambadoro de’ baroni di Chiauci | Raffaele sp. Gabriella Cessa Gambadoro de’ baroni di Chiauci | Aurelio                             | Aurelio                             | Marianna           | Marianna           |                  |                   |                   |                  |                  |
|                                   |                                   |                                     |                                     |                                                                   |                                                                   |                                             |                                        |                                                                              |                                                                              |                                                                    |                                                                    |                                                              |                                                              |                                     |                                     |                    |                    |                  |                   |                   |                  |                  |
|                                   |                                   |                                     |                                     |                                                                   |                                                                   |                                             |                                        |                                                                              |                                                                              |                                                                    |                                                                    |                                                              |                                                              |                                     |                                     |                    |                    |                  |                   |                   |                  |                  |
|                                   |                                   |                                     |                                     | Vittoria sp. Giuseppe Cessa                                       | Vittoria sp. Giuseppe Cessa                                       | Pier Celestino n. 1877                      | Pier Celestino n. 1877                 | Maria Annunziata n. 1878                                                     | Maria Annunziata n. 1878                                                     | Giovan Battista 1881-1954                                          | Giovan Battista 1881-1954                                          | Giacomo n. 1882                                              | Giacomo n. 1882                                              | Giuseppe n. 1886                    | Giuseppe n. 1886                    | Vittorio 1888-1971 | Vittorio 1888-1971 |                  |                   |                   |                  |                  |

Albero genealogico della famiglia Bosco Lucarelli.

## Palazzo Bosco Lucarelli

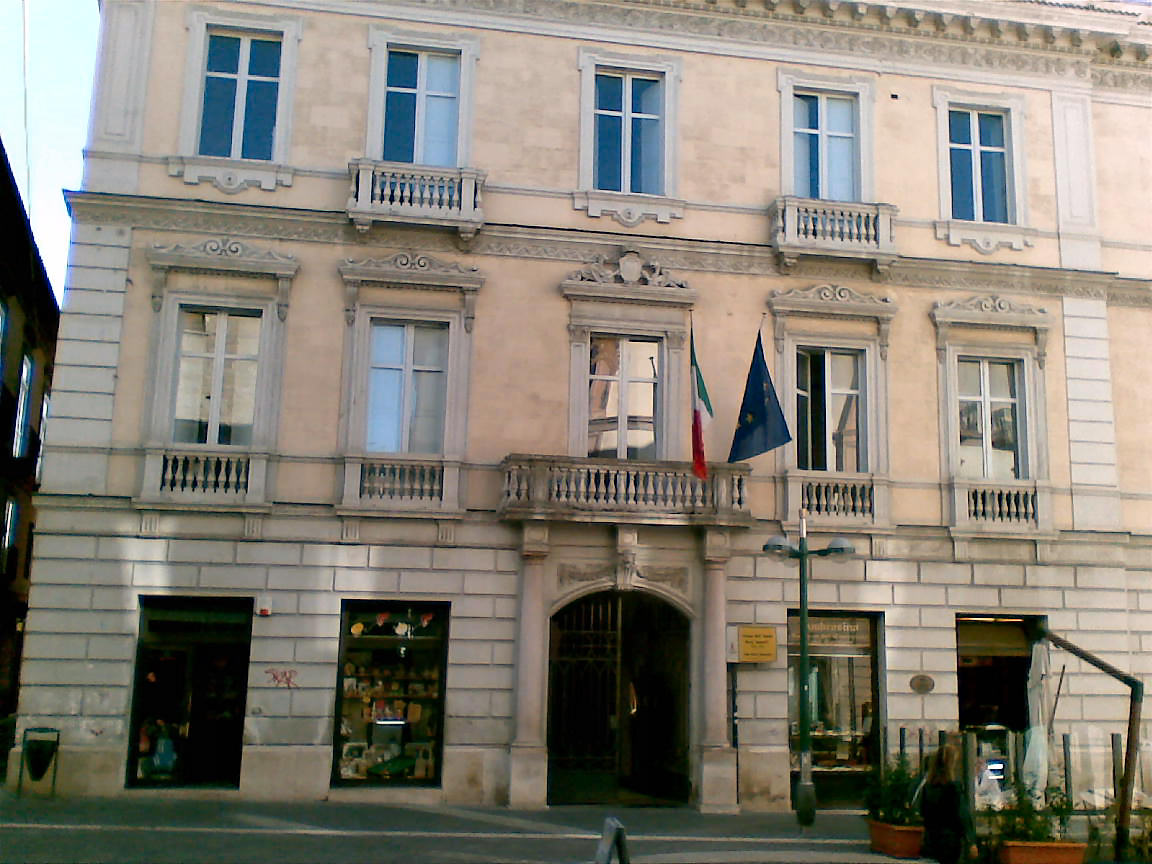
Palazzo dell'Aquila-Bosco Lucarelli, sede della Presidenza della Facoltà di Ingegneria dell'Università degli Studi del Sannio, Benevento

Il Palazzo Bosco Lucarelli, originariamente noto come Palazzo Dell’Aquila, è un edificio storico che risale al XIV secolo e che ha rappresentato un importante punto di riferimento nella storia di Benevento sin dall'epoca romana. Costruito dalla famiglia Dell’Aquila, una delle più antiche del beneventano, l'edificio si trova sul corso principale.
Nel corso dei secoli, il palazzo ha subito diverse trasformazioni. Nel XVI secolo, con l'insediamento dei Gesuiti, venne ampliato e modificato, assumendo la sua attuale conformazione. Dopo il terremoto del 1702, la struttura subì ulteriori cambiamenti, tra cui il ribaltamento della facciata su Via Magistrale (corso Garibaldi).
Con l'annessione di Benevento al Regno d'Italia nel 1860, il palazzo passò alla famiglia Bosco Lucarelli, che lo modificò ulteriormente secondo i gusti dell'epoca. Durante il Novecento, l'edificio subì danni durante la seconda guerra mondiale ma fu successivamente restaurato e protetto come bene storico e artistico.
Nel 1926, il palazzo fu ceduto al Comune, che deliberò l'abbattimento della contigua chiesa, danneggiata da un incendio nel 1918. Questo faceva parte di un progetto di ristrutturazione urbanistica che prevedeva la creazione di una nuova piazza e la collocazione di un monumento ai caduti.
Attualmente, il palazzo è di proprietà dell'Università degli studi del Sannio, che ha avviato lavori di restauro nel 2019 per preservarne l'integrità e terminati nel 2021.

## Onorificenze

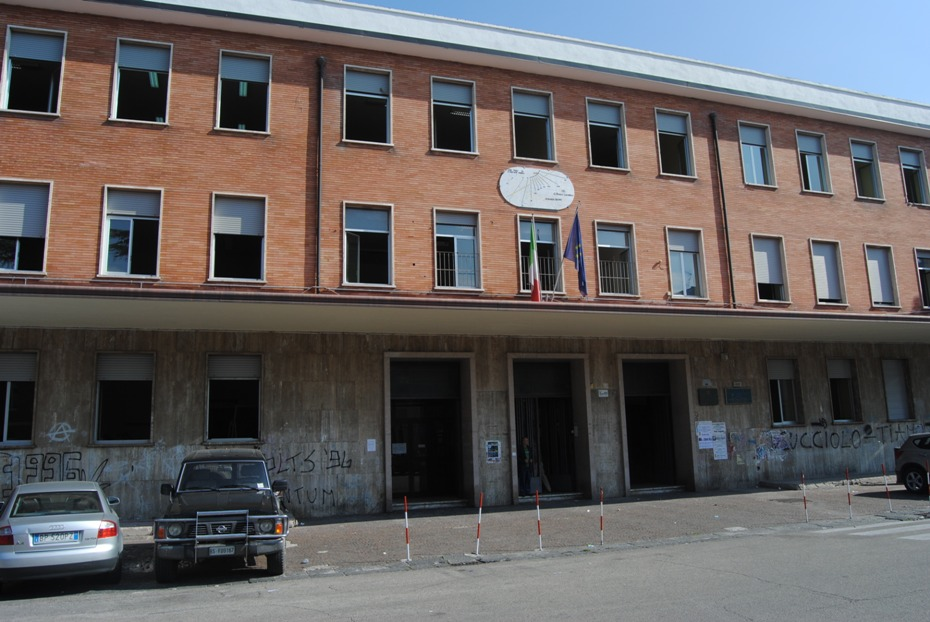
ITIS Bosco Lucarelli

In onore ai membri della famiglia, esistono diverse strade a Benevento e provincia intitolate a loro.
In particolare è stata dedicato l'Istituto Tecnico Industriale Bosco Lucarelli e l'Istituto comprensivo statale Bosco Lucarelli (indirizzo musicale), entrambi a Benevento.